# Manuel Agustín Heredia
Manuel Agustín Heredia Martínez (Rabanera, 1786-Màlaga, 1846). Industrial espanyol.
Va néixer a La Rioja i va emigrar a Andalusia a l'edat de 15 anys. Va treballar com a depenent de comerç a Vélez-Málaga. El contraban amb Gibraltar al llarg de la Guerra d'Independència Espanyola li va permetre enriquir-se.
Els primers projectes empresarials van començar l'any 1808 amb la creació de societats a Vélez–Málaga i Gibraltar, del sector dels fruits secs i el vi. El 1813 es va casar amb Isabel Livermore Salas. Amb aquest pas va entrar a l'oligarquia malaguenya.
El 1826 va crear la societat Altos hornos de Marbella a Marbella, els primers alts forns civils d'Espanya, i més tard va fundar La Constancia, a Màlaga. Aquestes fàbriques van tenir molts treballadors d'ètnia gitana. És la raó per la qual molts gitanos malaguenys porten el cognom Heredia. Cap a 1840, Heredia era el major empresari d'Espanya i el primer industrial ferreter. Les seves indústries siderúrgiques donaven treball a 2.500 persones.
Va ser propietari de dues fàbriques de sabó i filats a Màlaga i d'una flota de 18 vaixells mercants que comerciaven amb Amèrica. Va prendre part a una companyia d'assegurances, al projecte del Banco de Màlaga i la fundació del Banco de Isabel II i a una societat per crear una naviliera de vaixells de vapor per unir Cadis amb Marsella
Pocs mesos abans de la seva mort, Heredia va aconseguir ser nomenat senador. Les seves activitats culturals comprenien la fundació i presidència del Círculo Malagueño i la criança de cavalls.